# RKSV Albertus Magnus
De Rooms-katholieke Studentenvereniging Albertus Magnus, kortweg Albertus, is een algemene studentenvereniging in Groningen, opgericht op 14 december 1896, en vernoemd naar de middeleeuwse wetenschapper Albertus Magnus (ca. 1200-1280). De lijfspreuk van de vereniging luidt: Non scholae sed vitae (vrij vertaald uit Latijn: 'Men leeft niet om te leren, maar leert om te leven').
Met meer dan 2300 leden was de vereniging in 2014 de grootste studentenvereniging van Groningen, en de tweede studentenvereniging van Nederland. De Sociëteit Eigen Huis, gevestigd aan de Brugstraat in het centrum van Groningen, is een rijksmonument.
Van oorsprong stond het geloof centraal. Na 1945 werd de vereniging echter snel groter en verwaterde het katholieke karakter: dit zette met name door nadat de scheiding tussen mannen en vrouwen in de jaren 60 was opgeheven en ook niet-katholieken en HBO-ers lid mochten worden. Als van oorsprong katholieke vereniging is Albertus nog wel aangesloten bij het Aller Heiligen Convent.
De belangrijkste structuur binnen de vereniging is de jaarclub, hoewel dit niet altijd zo is geweest. De vereniging telt daarnaast 28 verschillende mannen- en vrouwendisputen, verschillend in leeftijd en karakter. Er bestaan verder onder Albertus verschillende subclubs en sportverenigingen en de vereniging onderhoudt ook vele genootschappen, variërend van studiegenootschappen tot ludiek. Een andere vorm van organisatie is dat Albertianen zich veelal in Albertus-huizen vestigen.
Als traditionele vereniging heeft Albertus een verplichte introductietijd waarin de toekomstige leden kennis maken met de mores en tradities van de vereniging.
De vereniging heeft zitting in de overkoepelende organisatie van studentenverenigingen in Groningen, de Contractus.

## Geschiedenis
De vereniging is begonnen als een katholieke debatingclub. Een eigen gebouw had men niet, men vergaderde in cafés. De vereniging kreeg van de bisschop van Utrecht een moderator toegewezen. Dit was een priester die de vereniging met raad en daad terzijde stond. Niet altijd waren de verhoudingen met de moderator even goed. Destijds had het studentencorps het monopolie op gezelligheidsactiviteiten en was Albertus er meer voor het geloof. Het was dan ook gebruikelijk dat katholieke studenten zowel lid van Albertus als van Vindicat waren.
Tot de oorlog bleef Albertus een geïsoleerde vereniging. Groningen vormde niet echt een voor de hand liggende keus voor katholieke studenten. In Nijmegen en Tilburg waren katholieke universiteiten die dezelfde studies boden, waardoor het aantal katholieke studenten in Groningen niet talrijk was. Groter dan 30 leden werd zij niet, en meer dan eens overwoog men dan ook de vereniging maar op te heffen. In de prille beginfase, tussen 1907 en 1909, kwijnde de vereniging zelfs min of meer weg: er werden geen vergaderingen gehouden en geen activiteiten georganiseerd. In 1909 bliezen de leden de slapende vereniging alsnog nieuw leven in.
Verder stelde het corps Vindicat atque Polit een aantal malen een fusie voor waarbij Albertus een soort katholieke onderafdeling van Vindicat zou worden. Hier is meerdere malen afwijzend op gereageerd. In 1941 werd de vereniging alsnog opgeheven; men weigerde akkoord te gaan met de Duitse eis geen joden meer toe te laten. Eerst vroegen en kregen het bestuur en de moderator echter toestemming van de bisschop van Utrecht.
Na 1945 groeide de vereniging en kreeg een sociëteit. De groei ging echter zo snel dat men in 1960 en 1967 moest verhuizen. De sociëteit is sindsdien gevestigd in een monumentaal pand aan de Brugstraat 8 in Groningen. De vereniging bleef doorgroeien zodat in de jaren 80 en 90 bovengrenzen voor het aantal aanmeldingen werden ingevoerd; de sociëteit was niet groot genoeg voor het almaar groeiende ledental. De roerige jaren 60 hadden verder hun invloed op het karakter van de vereniging; vrouwen mochten (volwaardig) lid worden, evenals HBO'ers. De groentijd werd min of meer afgeschaft maar een poging om de vereniging om te vormen tot algemene jongerenvereniging haalde het niet. In de jaren 70 werd de ontgroening weer ingevoerd.
Een andere met de groei van de vereniging samenhangende trend was de ontwikkeling van substructuren, met name jaarclubs en disputen. Voor de Tweede Wereldoorlog had een aantal disputen bestaan, maar die waren allemaal ter ziele gegaan. Het oudste nog bestaande dispuut is het uit 1946 stammende Dr. Faustus. Verder vonden ook jaarclubs in de jaren 60 ingang: aanvankelijk als vrijblijvende substructuur maar later als structuur waar iedereen bij betrokken werd. De zogenaamde 'families' hebben het als verticale structuur moeten afleggen in de concurrentie met de jaarclubs en disputen.

### Ontgroeningsincidenten
In mei 2005 kwam de vereniging in opspraak, toen bij de kroegcommissie-ontgroening een jongen anderhalve dag in coma raakte. De vereniging had consequent een alcoholverbod uitgevaardigd, maar men realiseerde zich niet dat ook water in hoge doses giftig kan zijn. De jongen in kwestie had minstens zes liter gedronken.
Op 11 april 2010 werd een 21-jarige student in Sinterklaaspak tijdens een dispuutsontgroening in brand gestoken aan de waterkant in Giethoorn. Voor hij in het water sprong liep hij daarbij tweede- en derdegraads brandwonden op zijn rug op. Hij meldde zich later in het ziekenhuis en werd opgenomen. De ouders van het slachtoffer hebben aangifte gedaan van zware mishandeling. Het betrokken dispuut van Albertus Magnus werd door de vereniging voor een jaar geschorst, waarvan een half jaar voorwaardelijk. Bovendien werd het dispuut voor vijf jaar onder strenge controle gesteld, waarbij herhaling van een dergelijk incident tot ontbinding van het dispuut zou leiden.

## Bekende oud-leden
- Hans van Abeelen - gedragsgeneticus
- Leo Albering - oud-Tweede Kamerlid KVP
- Caroline Almekinders - actrice en toneelregisseuse
- Hans Asselbergs – componist
- Franciscus Bachg - oud-Tweede Kamerlid RKSP/KVP
- Stef Blok - Minister van Buitenlandse Zaken
- Marianne Burgman - burgemeester
- Pé Daalemmer & Rooie Rinus – kleinkunstduo
- Alfons Dölle - senator CDA
- Carolien Gehrels - PvdA wethouder Amsterdam, tevens lid van verdienste
- Bert Haandrikman - presentator NPO Radio 5
- William Bernard Huddleston Slater – schrijver, huisarts en gynaecoloog
- Harrie Jekkers – zanger, schrijver en cabaretier
- Bas Kortmann – rector magnificus Radboud Universiteit Nijmegen
- Paul de Krom - Tweede Kamerlid VVD
- Anne Kuik - Tweede Kamerlid CDA
- Paul Laseur - commentator economie BNR Nieuwsradio en financieel journalist
- Jan Lokin - emeritus hoogleraar Rechtsgeschiedenis RuG en KNAW-lid
- Joost Marsman - zanger I.O.S.
- Heleen Mees (Heleen Nijkamp) - columniste NRC Handelsblad
- Jacques Monasch - oud-Tweede Kamerlid PvdA
- Jesse van Muylwijck - striptekenaar
- Jan Peutz - internist
- Cees Renckens - voorzitter Vereniging tegen de Kwakzalverij en gynaecoloog
- Eugenius Roolvink - oud-Tweede Kamerlid RKSP/KVP
- Menno Snel - Staatssecretaris van Financiën
- Ardy Stemerding - Nederlandse journalist en presentator
- Francien van Tuinen - jazzzangeres
- Andrea Vreede - correspondent NOS Journaal in Italië
- Egbert Vuursteen - algemeen directeur Koninklijke Wagenborg
- Driek van Wissen – Dichter des Vaderlands
- Jos Waals - burgemeester Venray